# Betty Robinson
Elizabeth (Betty) Robinson, getrouwd met Schwartz (Riverdale, 23 augustus 1911 – Denver, 18 mei 1999) was een Amerikaanse atlete. Ze werd de eerste olympisch kampioene op de 100 m. In totaal werd ze tweemaal olympisch kampioene en tweemaal Amerikaans kampioene.

## Biografie

### Natuurtalent
Robinson begon met atletiek als zestienjarige highschoolstudente. Ze werd ontdekt door een van haar leraren, die haar op zekere dag achter een trein aan zag rennen. Toen hij haar de dag erna op school een sprintje liet trekken en de tijd klokte, was hij sprakeloos.
Op 30 maart 1928, vier maanden vóór de Olympische Spelen in Amsterdam, liep ze haar eerste 100 m tijdens een regionale wedstrijd en toonde gelijk haar talent door tweede te worden achter de Amerikaanse recordhoudster Helen Filkey. Op haar volgende wedstrijd, de Chicago-area Olympic trials in juni, verbeterde ze het wereldrecord, dat toentertijd op 12,1 s stond, tot 12,0. Deze tijd werd in eerste instantie niet erkend, maar verscheen later alsnog als officieel record in de boeken. Op haar derde wedstrijd, de Amerikaanse olympische selectiewedstrijden, werd ze tweede en plaatste zich hiermee voor de Spelen in Amsterdam. Per zeilboot vertrok ze naar Amsterdam om de Verenigde Staten te vertegenwoordigen op de 100 m. Deze discipline werd toen voor het eerst gelopen. Op de boot trainde ze op een atletiekbaan van 400 meter rond het scheepsdek.

### Olympisch kampioene
In Amsterdam won ze gelijk een olympische gouden medaille op haar vierde 100 m ooit. Haar winnende 12,2 was uiteraard een olympisch record. Hiermee was ze de Canadese atletes Fanny Rosenfeld (zilver; 12,3) en Ethel Smith (brons; 12,3) te snel af. Ook op de 4 x 100 m estafette was ze succesvol. Met haar teamgenotes Mary Washburn, Jessica Cross, Loretta McNeil won ze een zilveren medaille. Met een tijd van 48,8 eindigde het Amerikaanse viertal achter het Canadese estafetteteam, dat het wereldrecord verbeterde naar 48,4.

### Ernstig gewond in vliegtuigcrash
In 1931 was Betty Robinson betrokken bij een vliegtuigongeluk en raakte ernstig gewond. De mannen die haar vonden, dachten zelfs dat zij dood was en brachten haar met een vrachtwagen in eerste instantie naar het mortuarium. Vervolgens lag ze zeven weken lang in coma en deed er hierna twee jaar over om weer normaal te kunnen lopen. Uiteindelijk herstelde ze, maar ze miste hierdoor wel de Olympische Spelen van 1932 in eigen land.

### Comeback
Vier jaar later had Robinson nog altijd te kampen met de gevolgen van deze vliegtuigcrash en kon bijvoorbeeld haar knie niet buigen voor een 100 m sprintstart. Toch realiseerde ze een onwaarschijnlijke comeback en maakte voor de Olympische Spelen van 1936 in Berlijn deel uit van het Amerikaanse estafetteteam, dat naast haar uit Harriet Bland, Annette Rogers en Helen Stephens bestond. In deze wedstrijd had het team van Duitsland, dat in de series met 46,4 een wereldrecord had gelopen, zichzelf gebombardeerd tot de grote favoriet. Bij de laatste wissel van het Duitse team ging het tussen Marie Dollinger en Ilse Dörfeldt, tot zichtbare ergernis van Adolf Hitler op zijn Fühertribune, echter mis en liet het tweetal hun baton vallen. Hiervan kon de Amerikaanse ploeg optimaal profiteren en het olympisch goud pakken.

### Einde sportcarrière
Na deze Spelen zette Betty Robinson een punt achter haar sportcarrière. Ze bleef wel betrokken bij de atletiek als official. Ze stierf op 87-jarige leeftijd aan kanker en alzheimer.

## Titels
- Olympisch kampioene 100 m - 1928
- Olympisch kampioene 4 x 100 m - 1936
- Amerikaans kampioene 50 yd - 1929
- Amerikaans kampioene 100 yd - 1929

## Persoonlijk record
| Onderdeel | Prestatie      | Datum       | Plaats  |
| --------- | -------------- | ----------- | ------- |
| 100 m     | 12,0 s (ex-WR) | 2 juni 1928 | Chicago |

## Palmares

### 50 yd
- 1929:  Amerikaanse kamp. - 5,8 s

### 100 yd
- 1929:  Amerikaanse kamp. - 11,2 s

### 100 m
- 1928:  OS - 12,2 s (OR)

### 4 x 100 m
- 1928:  OS - 48,8 s
- 1936:  OS - 46,86 s

1928: Betty Robinson ·
1932: Stanisława Walasiewicz ·
1936: Helen Stephens ·
1948: Fanny Blankers-Koen ·
1952: Marjorie Jackson ·
1956: Betty Cuthbert ·
1960: Wilma Rudolph ·
1964: Wyomia Tyus ·
1968: Wyomia Tyus ·
1972: Renate Stecher ·
1976: Annegret Richter ·
1980: Ljoedmila Kondratjeva ·
1984: Evelyn Ashford ·
1988: Florence Griffith-Joyner ·
1992: Gail Devers ·
1996: Gail Devers ·
2000: onbepaald ·
2004: Joelija Nestsjarenka ·
2008: Shelly-Ann Fraser-Pryce ·
2012: Shelly-Ann Fraser-Pryce ·
2016: Elaine Thompson ·
2020: Elaine Thompson-Herah ·
2024: Julien Alfred
1928: Rosenfeld, Smith, Bell, Cook ·
1932: Carew, Furtsch, Rogers, Von Bremen ·
1936: Bland, Rogers, Robinson, Stephens ·
1948: Stad-de Jong, Witziers-Timmer, van der Kade-Koudijs, Blankers-Koen ·
1952: Faggs, Jones, Moreau, Hardy ·
1956: Strickland, Croker, Mellor, Cuthbert ·
1960: Hudson, Williams, Jones, Rudolph ·
1964: Ciepły, Kirszenstein, Górecka, Kłobukowska ·
1968: Ferrell, Bailes, Netter, Tyus ·
1972: Krause, Mickler-Becker, Richter, Rosendahl ·
1976: Oelsner, Stecher, Bodendorf, Eckert ·
1980: Müller, Wöckel, Auerswald, Göhr ·
1984: Brown, Bolden, Cheeseborough, Ashford ·
1988: Brown, Echols, Griffith-Joyner, Ashford ·
1992: Ashford, Jones, Guidry, Torrence ·
1996: Devers, Miller, Gaines, Torrence ·
2000: Fynes, Sturrup, Davis, Ferguson ·
2004: Lawrence, Simpson, Bailey, Campbell ·
2008: Borlée, Mariën, Ouédraogo, Gevaert ·
2012: Madison, Felix, Knight, Jeter ·
2016: Madison, Felix, Gardner, Bowie ·
2020: Williams, Thompson-Herah, Fraser-Pryce, Jackson ·
2024: Jefferson, Terry, Thomas, Richardson
- Gemeinsame Normdatei: 1054936013
- International Standard Name Identifier: 0000 0000 5018 7935
- Library of Congress Control Number: no2013093439
- Virtual International Authority File: 305236854
- WorldCat: E39PBJcrfh7rKt9T8PhWMxkdQq